# Ihlara-Tal
Das Ihlara-Tal (auch Peristrema-Tal; türkisch Ihlara Vadisi) ist eine 15 km lange und bis zu 150 m tiefe Schlucht im Südwesten der türkischen Region Kappadokien im Bezirk Güzelyurt der Provinz Aksaray. Im Tal liegen etwa 50 Felsenkirchen und zahlreiche Höhlenbauten.

## Entstehung und Lage

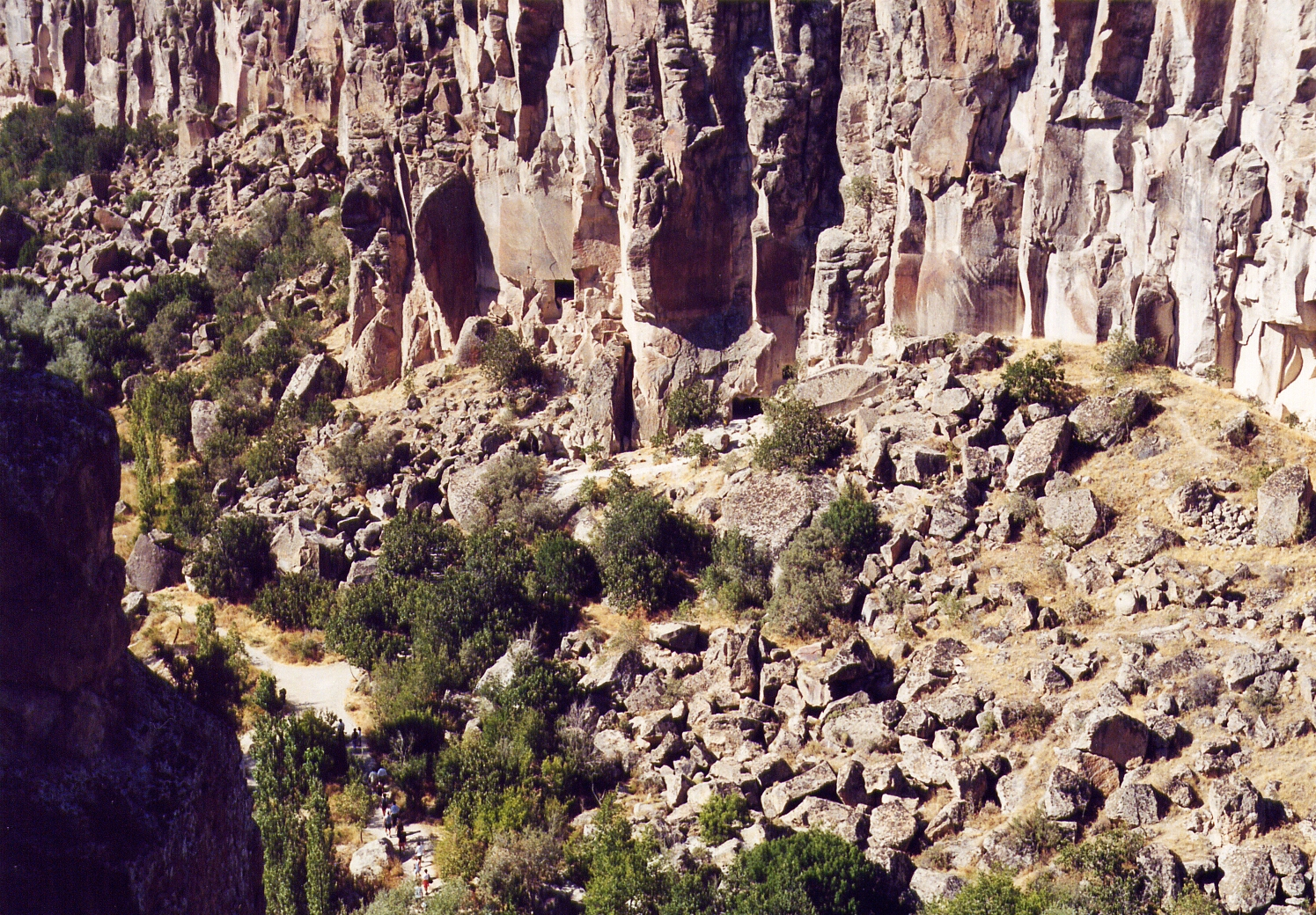
Blick von der Einstiegstreppe

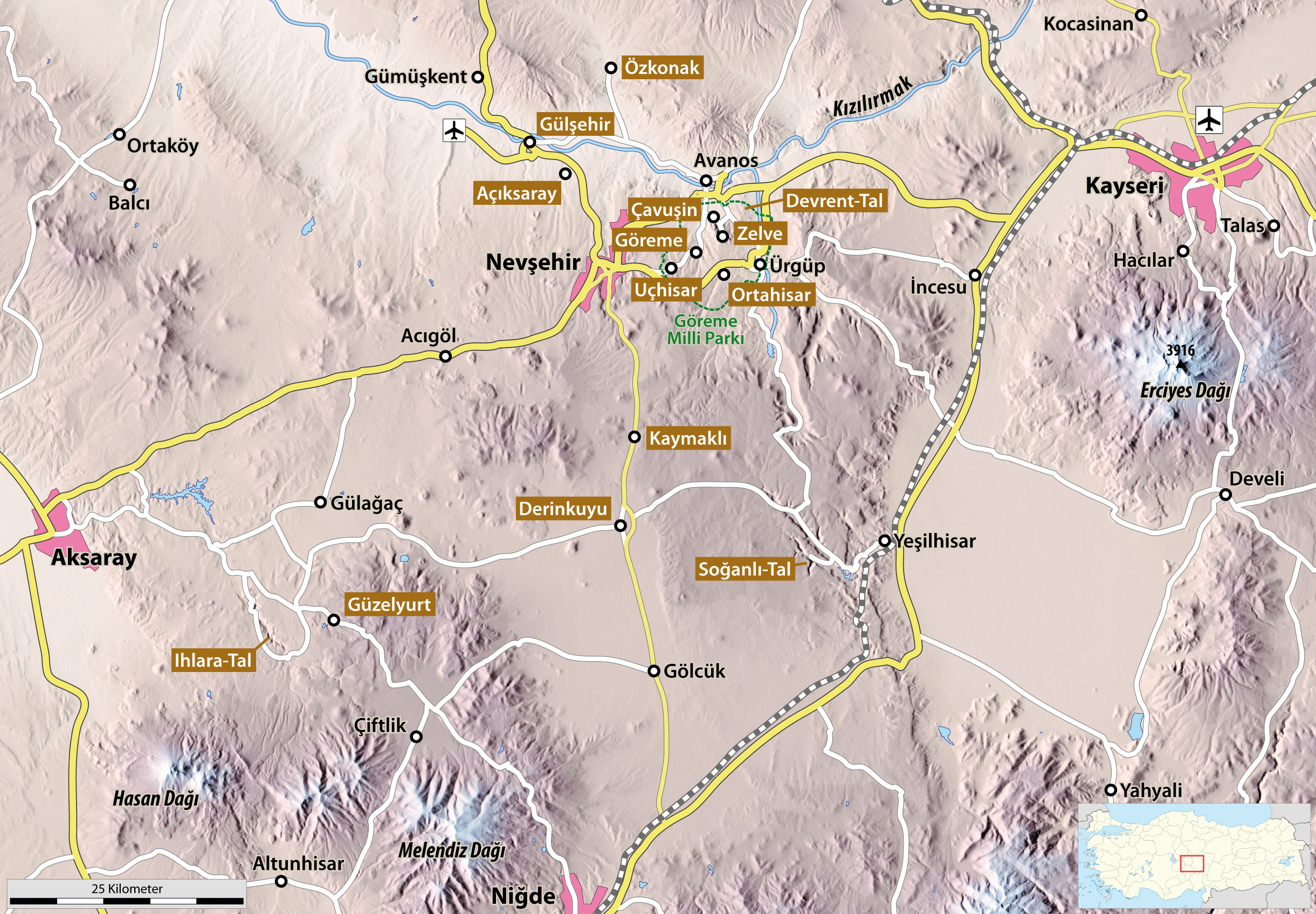
Das Ihlara-Tal und andere sehenswerte Orte in Kappadokien

Die Schlucht wurde in prähistorischer Zeit vom Melendiz Çayı gegraben. Sie liegt zwischen den Orten Ihlara im Südosten und Selime im Nordwesten. Am nördlichen Ortsende von Ihlara führt eine Treppe mit fast 400 Stufen über 100 m tief in die Schlucht. Das Tal war seit dem 7. Jahrhundert Siedlungsgebiet byzantinischer Mönche, die in das Tuffgestein, das durch die Eruptionen des Hasan Dağı entstand, ihre Behausungen und Kirchen gruben. Der frühere griechische Name Peristrema („herum gewunden“) des Ortes Belisirma, der etwa auf der Hälfte der Strecke von Ihlara nach Selime liegt, war namensgebend für das Tal.

## Kirchen

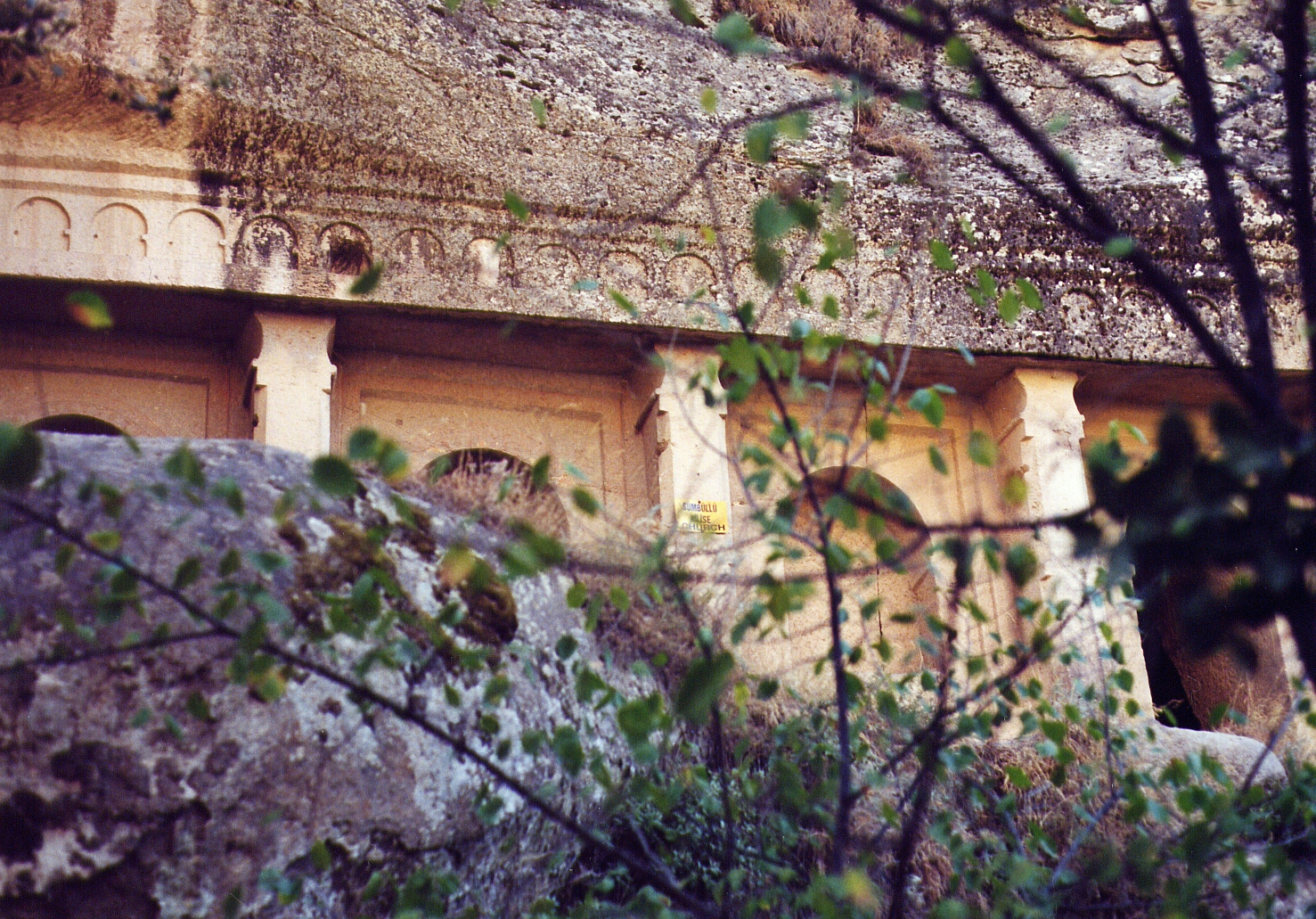
Fassade der Sümbüllü Kilise

Die Kirchen im Peristrema-Tal lassen sich in zwei Gruppen einteilen. Die erste bilden die Kirchen um den Ort Ihlara, die mit Malereien einer lokalen kappadokischen Richtung ausgestattet sind, die östliche Einflüsse aus Persien und Syrien aufweist. Sie sind größtenteils bereits in vorikonoklastischer Zeit entstanden, wurden aber in späterer Zeit mit immer neuen Malereien ausgestattet. Die andere Gruppe, um den Ort Belisarma gelegen, ist vornehmlich im byzantinischen Stil des 10. und 11. Jahrhunderts dekoriert.
Zur ersten Gruppe gehören unter anderem
- die Ağaçaltı Kilisesi („Kirche unter dem Baum“), eine kreuzförmig in den Fels gehauene Kirche, vermutlich aus dem 7. Jahrhundert, in deren Kuppel eine Himmelfahrtszene zu sehen ist. Diese vorikonoklastische Darstellung hat die Zeit des Bilderstreits überdauert.
- die Yılanlı Kilise („Schlangenkirche“), ebenfalls eine Kreuzkuppelkirche mit auffällig langer Apsis. Im Narthex finden sich Höllenszenen, die ins 9. Jahrhundert datiert werden, darunter vier unbekleidete Sünderinnen, die von schlangenartigen Ungeheuern umwunden werden. Von dieser Abbildung rührt der Name der Kirche.
- die Sümbüllü Kilise („Hyazinthenkirche“), vermutlich aus dem 10. Jahrhundert. Die Kirche mit T-förmigem Grundriss zeigt den Übergang zum byzantinischen Stil. Ihre Wandmalereien zeigen unter anderem Kaiser Konstantin mit seiner Gattin Helena. Die gegliederte, prunkvolle Außenfassade dagegen zeigt orientalischen Einfluss.

Zur zweiten Gruppe gehören

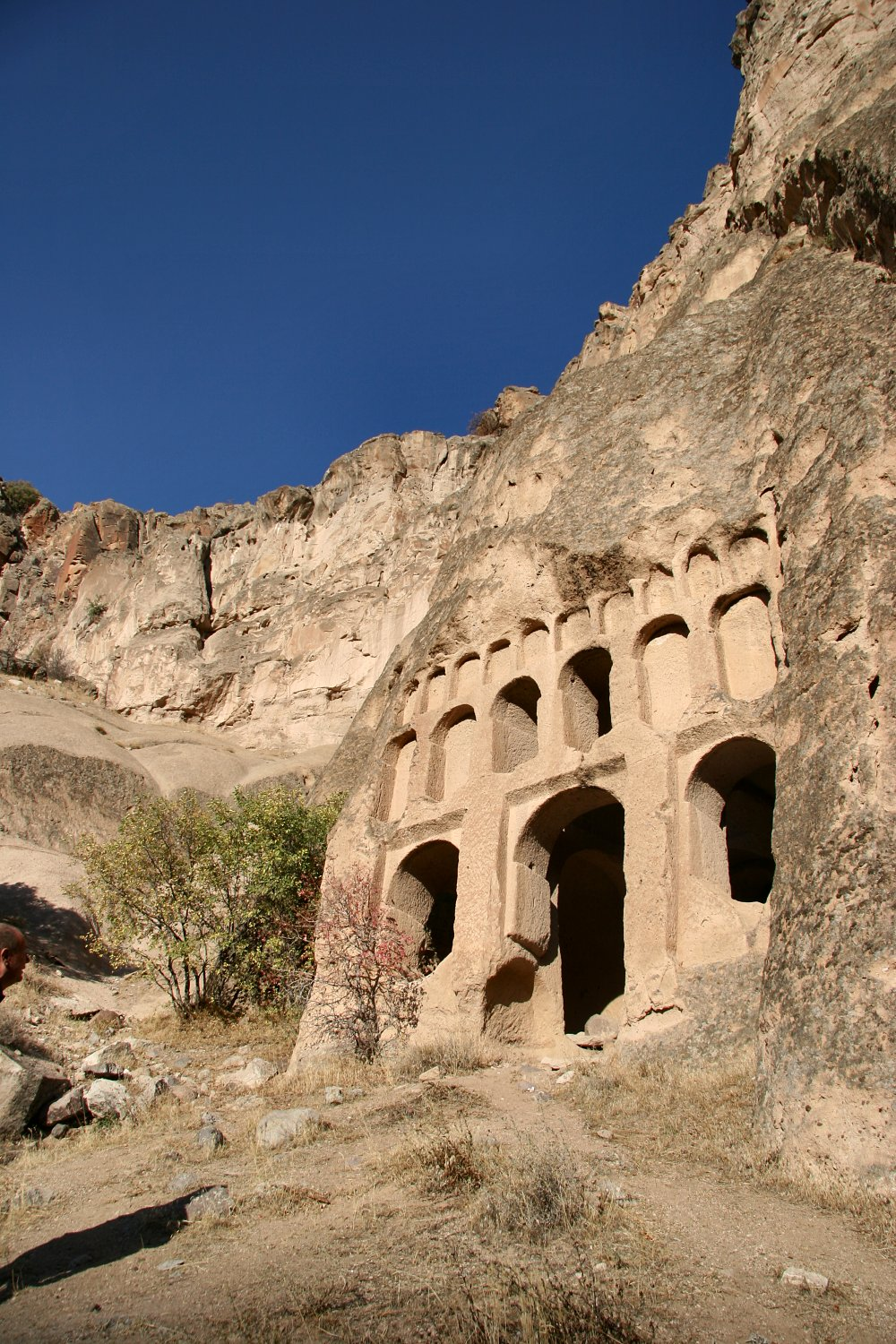
Kirchenfassade

- die Direkli Kilise („Pfeilerkirche“). Die dreischiffige Kreuzkuppelkirche ist im 10. Jahrhundert entstanden. Das Gewölbe wird von vier hohen Säulen getragen, die von Heiligenporträts geschmückt sind. Eine der wenigen im Tal gefundenen Inschriften berichtet über die Stiftung der Kirche zur Zeit des byzantinischen Kaisers Basileios II., der 976–1025 regierte.
- die Karagedik Kilisesi („Kirche mit der schwarzen Bresche“), eine aus Ziegeln und Trachytblöcken gebaute Kreuzkuppelkirche mit vier Pfeilern aus dem 11. Jahrhundert, die allerdings stark zerstört ist und nur noch wenige verblasste Malereireste vorzuweisen hat.
- die Kırkdamaltı Kilisesi („Kirche unter 40 Dächern“ oder „St.-Georgs-Kirche“), die auf Grund einer Inschrift auf die Zeit zwischen 1283 und 1295 datiert werden kann. Damit ist sie das letzte bekannte Zeugnis christlicher Architektur im Ihlara-Tal bis zum Neubeginn des Kirchenbaus durch hier ansässige Griechen im 19. Jahrhundert. Neben Darstellungen des Heiligen Georgs zeigt eine ihrer Malereien den byzantinischen Konsul Basileos Giagupes, der gleichzeitig Emir war, in seldschukischer Tracht mit Turban und seine Frau Thamar, eine georgische Prinzessin. Die dazugehörige Inschrift erwähnt sowohl den Seldschuken-Sultan Masud II. als auch den byzantinischen Kaiser Andronikos II., was als Beleg dafür angesehen wird, dass zu dieser Zeit in Kappadokien ein friedliches Zusammenleben von Christen und Muslimen möglich war.

Im Archäologischen Museum Niğde werden die Mumien einer Frau und von vier Kindern gezeigt, die laut der dortigen Beschriftung im Ihlara-Tal gefunden wurden und aus dem 10. Jahrhundert stammen. Das Museum Aksaray zeigt ebenfalls Mumien aus dem Ihlara-Tal.